# Elizabeth Chu Richter

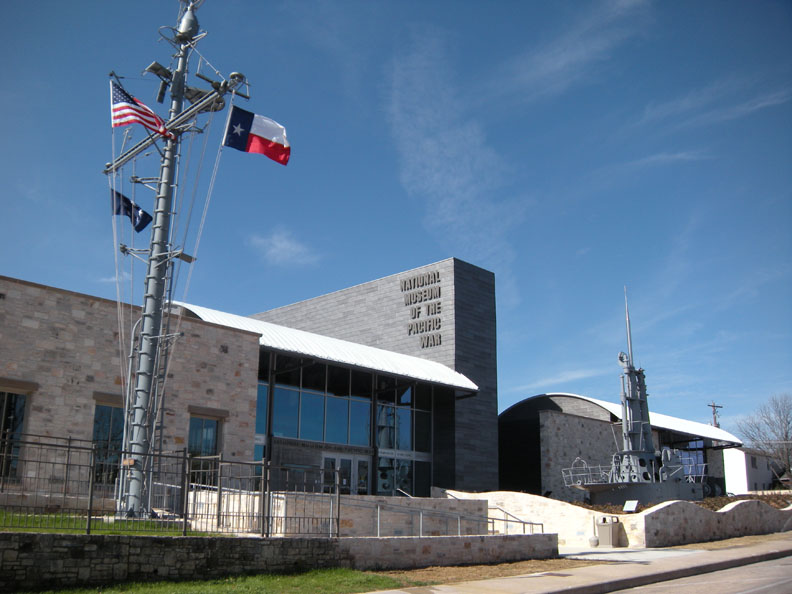
Museu Nacional da Guerra do Pacífico

Elizabeth Chu Richter (Nankin, Chinesa, 1949) é uma arquitecta com nacionalidade norte-americana. Em 2015 chegou a ser Presidente do Instituto Americano de Arquitectos, e Vice-presidente da Sociedade de Arquitectos de Texas.

## Reconhecimentos
Ganhou o Prémio do Instituto Americano de Arquitectos Jovens Arquitectos à idade de 51 anos, no ano 2001.
O Arquivo Internacional da Mulher na Arquitectura na Universidade de Virgínia Tech alberga seu legado profissional.